# Gong Chenzhi
Gong Chenzhi (chiń. 巩晨智; ur. 22 września 2006) – chiński snookerzysta. W 2024 roku wywalczył miejsce w World Snooker Tour na sezon snookerowy 2024/25.

## Kariera
W czerwcu 2023 roku Gong pokonał trzykrotną mistrzynię świata kobiet Ng On Yee 4-1 w pierwszym turnieju Q School Azja i Oceania w Bangkoku, lecz odpadł w kolejnej rundzie, przegrywając 0-4 z Ishpreetem Singh Chadhą.

### 2023/24
Dotarł do półfinału turnieju CBSA Zhang Jiagang Youth Event Under-21 w 2023 roku. Przyznano mu dziką kartę na Wuhan Open 2023. Na tym wydarzeniu pokonał Daniela Womersleya i Jordana Browna. Następnie przegrał 4-5 ze swoim rodakiem He Guoquiangiem. We wrześniu 2023 roku, podczas turnieju Shanghai Masters, zmierzył się z irańskim graczem z czołowej szesnastki Hosseinem Vafaei i przegrał 1-6.
W listopadzie 2023 roku otrzymał dziką kartę na International Championship w Tianjin, gdzie został pokonany przez swojego rodaka Wang Xingzhonga 5-6. W wieku 12 lat został drugim najmłodszym graczem, który kiedykolwiek brał udział w turnieju rankingowym, po Liamie Daviesie podczas Snooker Shoot Out 2019.
Podczas Mistrzostw Świata Juniorów w Snookerze, które odbyły się w Albanii w lutym 2024 roku, dotarł do finału, w którym przegrał z Węgrem Bulcsú Révészem.
W kwalifikacjach do Mistrzostw Świata w Snookerze 2024 przegrał z weteranem Rodem Lawlerem 10-7.

### 2024/25
Dzięki swoim występom w CBSA China Tour zapewnił sobie miejsce w World Snooker Tour od sezonu snookerowego 2024/25. Swój profesjonalny debiut zaliczył w czerwcu 2024 Championship League w Leicester. Pokonał Gerarda Greene’a w trzecim meczu swojej grupy każdy z każdym. Podczas Grand Prix Xi’an w 2024 roku pokonał Toma Forda, a następnie zmierzył się ze swoim rodakiem Si Jiahui. Dotarł do czwartej rundy turnieju Saudi Arabia Snooker Masters w 2024, gdzie zmierzył się z Neilem Robertsonem przegrywając 1-5. Odniósł zwycięstwo nad Mink Nutcharut w kwalifikacjach do German Masters 2025. Przegrał z Davidem Gilbertem w trzeciej rundzie kwalifikacji do Mistrzostw Świata w Snookerze 2025.

### 2025/26
W fazie grupowej Championship League 2025 w grupie 13 trafił na Jacka Lisowskiego, Rossa Muira i Ashleya Carty’ego i nie przegrał ani razu, pokonując Carty’ego i remisując 2:2 z Muirem i Lisowskim. Nie wystarczyło to jednak do awansu do dalszych rozgrywek.

## Występy w turniejach w karierze
| Ranking                    | [ i ] | [ ii ] | 68 |
| Turnieje rankingowe        |       |        |    |
| Championship League        | A     | RR     | RR |
| Saudi Arabia Masters       | NH    | 4R     |    |
| Wuhan Open                 | 2R    | LQ     | LQ |
| English Open               | A     | LQ     |    |
| British Open               | A     | 1R     | LQ |
| Xi'an Grand Prix           | NH    | 3R     |    |
| Northern Ireland Open      | A     | LQ     |    |
| International Championship | LQ    | 1R     |    |
| UK Championship            | A     | LQ     |    |
| Shoot Out                  | A     | 2R     |    |
| Scottish Open              | A     | LQ     |    |
| German Masters             | A     | LQ     |    |
| World Grand Prix           | DNQ   | DNQ    |    |
| Players Championship       | DNQ   | DNQ    |    |
| Welsh Open                 | A     | LQ     |    |
| World Open                 | LQ    | LQ     |    |
| Tour Championship          | DNQ   | DNQ    |    |
| World Championship         | LQ    | LQ     |    |
| Turnieje nierankingowe     |       |        |    |
| Shanghai Masters           | 1R    | A      |    |

1. ↑  Był amatorem.
2. ↑  Nowi gracze w Tourze nie mają rankingu.

| Legenda tabeli wyników              | Legenda tabeli wyników       | Legenda tabeli wyników                     | Legenda tabeli wyników                                                              | Legenda tabeli wyników                     | Legenda tabeli wyników                     |
| ----------------------------------- | ---------------------------- | ------------------------------------------ | ----------------------------------------------------------------------------------- | ------------------------------------------ | ------------------------------------------ |
| LQ                                  | odpadnięcie w kwalifikacjach | #R                                         | odpadnięcie we wczesnej fazie turnieju (WR = runda dzikich kart, RR = faza grupowa) | QF                                         | przegrana w ćwierćfinale                   |
| SF                                  | przegrana w półfinale        | F                                          | przegrana w finale                                                                  | W                                          | zwycięstwo                                 |
| DNQ                                 | nie zakwalifikował/a się     | A                                          | nie brał/a udziału                                                                  | WD                                         | zrezygnował/a w trakcie turnieju           |
| Legenda oznaczeń w tabelach wyników |                              |                                            |                                                                                     |                                            |                                            |
| NH / Nie roz.                       | NH / Nie roz.                | Turniej nie odbył się.                     | Turniej nie odbył się.                                                              | Turniej nie odbył się.                     | Turniej nie odbył się.                     |
| NR / Nie-rank.                      | NR / Nie-rank.               | Turniej nie był zaliczany jako rankingowy. | Turniej nie był zaliczany jako rankingowy.                                          | Turniej nie był zaliczany jako rankingowy. | Turniej nie był zaliczany jako rankingowy. |
| R / Rank.                           | R / Rank.                    | Turniej był zaliczany jako rankingowy.     | Turniej był zaliczany jako rankingowy.                                              | Turniej był zaliczany jako rankingowy.     | Turniej był zaliczany jako rankingowy.     |
| MR / Minor-Rank.                    | MR / Minor-Rank.             | Turniej był zaliczany jako minor ranking.  | Turniej był zaliczany jako minor ranking.                                           | Turniej był zaliczany jako minor ranking.  | Turniej był zaliczany jako minor ranking.  |